# Edna Kern
Edna Kern (14 octobre 1900 – 20 janvier 2016) était une supercentenaire américaine dont l'âge a été validé par le Groupe de recherche en gérontologie (GRG). Il s'agit de la dernière Américaine survivante à être née en 1900.

## Biographie
Edna Kern est née le 14 octobre 1900 à San Francisco, en Californie, aux États-Unis, dans une famille d'origine suisse. Elle s'est mariée deux fois, mais n'a pas eu d'enfants. En 2007, elle a déménagé au Nevada, aux États-Unis.
En octobre 2010, Kern a fêté ses 110 ans et devint ainsi supercentenaire.
Edna Kern est décédée à Reno, dans le comté de Washoe, au Nevada, aux États-Unis, le 20 janvier 2016, à l'âge de 115 ans et 98 jours. 

## Records de longévité
Au moment de son décès, elle était la dernière survivante et la doyenne des États-Unis née en 1900, la deuxième personne vivante la plus âgée aux États-Unis derrière Susannah Mushatt Jones (1899-2016), la détentrice du record de longévité de l'État du Nevada, l'une des 25 seules personnes aux États-Unis à avoir atteint l'âge de 115 ans, et la cinquième personne vivante la plus âgée validée, derrière Susannah Mushatt Jones, Emma Morano d'Italie, Violet Brown de Jamaïque et Nabi Tajima du Japon.
L'âge d'Edna Kern a été vérifié par sa famille, ainsi que par Oliver Trim et Waclaw Jan Kroczek, puis validé à titre posthume par le GRG le 13 septembre 2023. La validation a été annoncée sur le Forum mondial des supercentenaires.